# Années 590 av. J.-C.
Les années 590 av. J.-C. couvrent les années de 599 av. J.-C. à 590 av. J.-C.

## Événements

### Asie
- 597 av. J.-C. : en Chine, victoire du royaume de Chu qui affirme sa puissance[1].
- Entre 594 et 590 av. J.-C. : réforme fiscale et agraire à Lu, petite cité du Shandong, en Chine[2]. Alors qu’à l’époque archaïque la paysannerie semble avoir été tenue à cultiver gratuitement des terres dont la noblesse se réservait les produits, le système de l’impôt sur le grain se répand à partir du VIe siècle av. J.-C. Il est généralement du dixième et parait être calculé soit d’après la moyenne annuelle soit d’après la production réelle de chaque année. La pratique de l’imposition en nature accompagne très probablement un changement sensible de la condition paysanne : les cultivateurs y gagnent sans doute plus de liberté et d’indépendance à l’égard de leurs anciens maîtres. Une certaine autonomie villageoise se développe.

### Proche-Orient

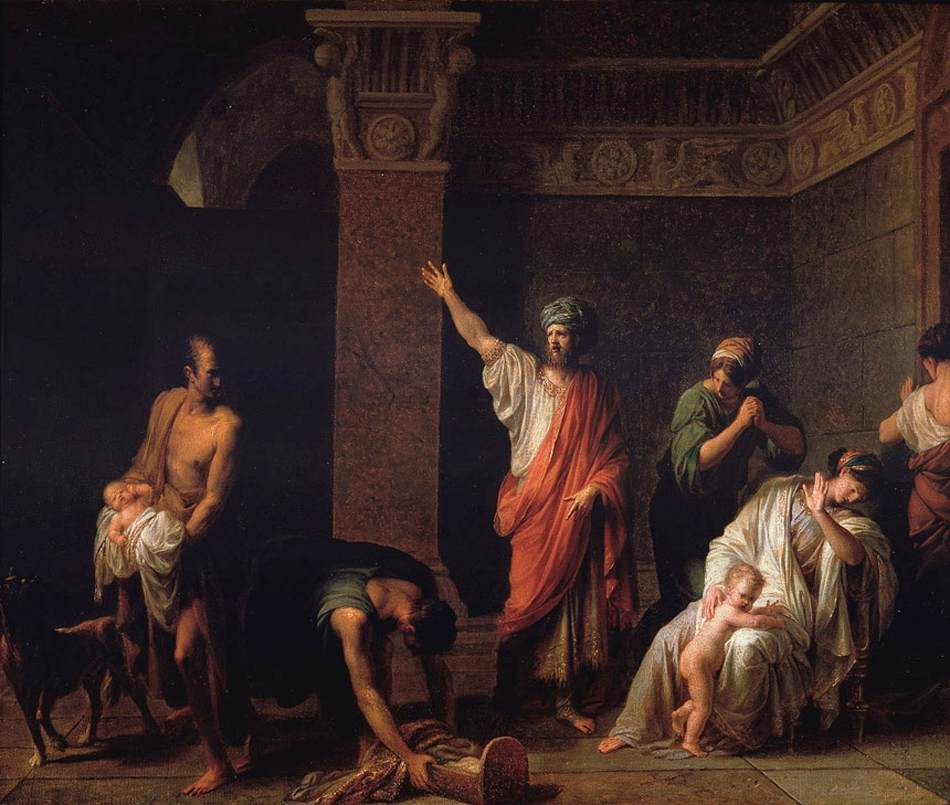
Harpage est chargé par Astyage, roi des Mèdes, de tuer son petit-fils Cyrus, fils de Cambyse et de Mandane. Toile de Jean-Charles Nicaise Perrin, XIXe siècle

- 600-559 av. J.-C. : règne de Cambyse Ier, roi d’Anshan sous la suzeraineté des Mèdes[3]. Il succède à son père Cyrus Ier et épouse Mandane, fille du roi des Mèdes Astyage[4].
- 599 av. J.-C. : raid de Nabuchodonosor II depuis la Syrie contre les Arabes du désert[3].
- Décembre 598/ mars 597 av. J.-C. : règne de Yehôyakîn, roi de Juda. Après l’échec de Nabuchodonosor II contre l’Égypte (601/600), Yehôyaqîm de Juda, malgré les avertissements du prophète Jérémie, refuse de payer tribut à Nabuchodonosor. Occupé à réorganiser son armée, le roi de Babylone se contente d’envoyer des bandes de Chaldéens, d’Edomites et d’Ammonites harceler la Judée. En décembre 598 av. J.-C., tandis que Nabuchodonosor marche sur la Palestine, Yehôyaqîm meurt, peut-être assassiné et est remplacé par son jeune fils Yehôyakîn qui ne règne que trois mois[5].
- 16 mars 597 av. J.-C. : prise de Jérusalem par Nabuchodonosor II[3]. L'empire babylonien conquiert le royaume de Juda. Tandis que les Édomites s’emparent du Néguev, Nabuchodonosor prend Jérusalem révoltée. Le roi Joachin est déporté à Babylone ainsi que la noblesse et les artisans (3000 personnes). Nabuchodonosor pille les trésors du Temple et du palais royal et institue comme roi de Juda un oncle de Joachin, fils de Josias, Mattaniah, qui prend le nom de Sédécias (Sidqiyahu). Il se révèle un roi faible, manipulé par les officiers qui l’entourent. Il règne jusqu'en 587 av. J.-C.. Jérémie exhorte la population à rester loyale envers Babylone tandis qu’un autre prophète, Hananya, pousse à l’insoumission et prédit la fin de Babylone[5].
- 9 juillet 597 av. J.-C. : éclipse de soleil[6].
- 595 av. J.-C. : révolte à Babylone[7]. Nabuchodonosor II tient la situation en main.

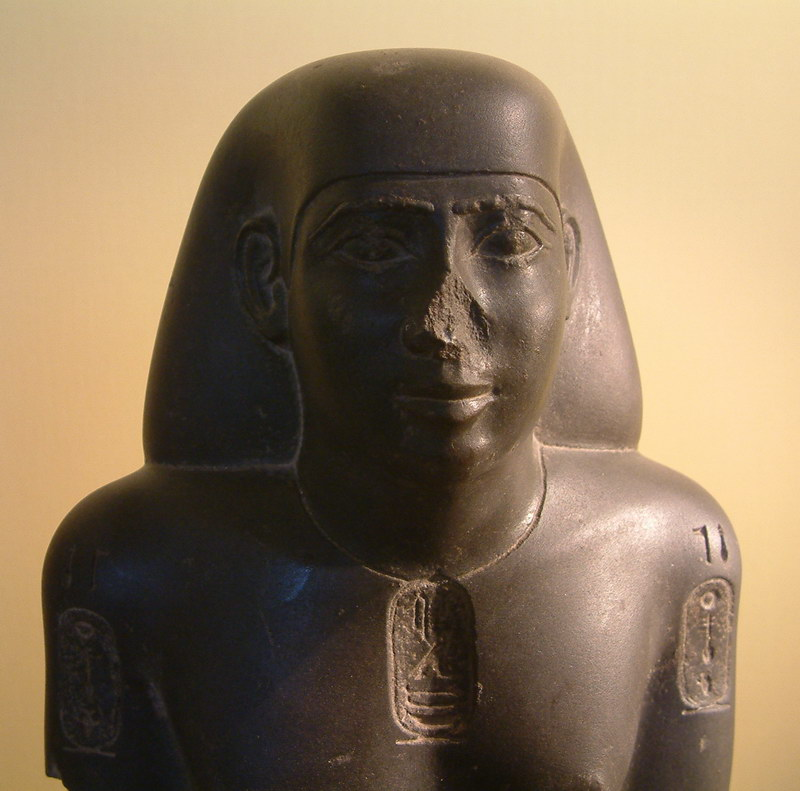
Statue de Néferibrê Psammétique II (Musée du Louvre)

- 594-588 av. J.-C. : règne en Égypte du pharaon Psammétique II[3]. Il entraîne la chute de Jérusalem en l’encourageant à s’opposer à Babylone. L’Égypte connaît un nouveau répit grâce à la menace perse sur la Mésopotamie.
- 594 av. J.-C. : à la suite d’une révolte à Babylone et de l’avènement de Psammétique II en Égypte, Juda, Édom, Moab, Ammon et la Phénicie tentent une révolte contre Nabuchodonosor II. Mais finalement, peut-être sous l’influence de Jérémie, Sédécias de Juda préfère envoyer une ambassade à Babylone pour assurer Nabuchodonosor de sa fidélité[5].
- 593-568 av. J.-C. : règne d’Aspelta, roi de Napata[8]. Il essaye en vain de reconquérir l’Égypte sous le règne de Psammétique II.
- 593/592 av. J.-C. : expédition de Psammétique II d'Égypte jusqu'à Kerma en Nubie. Napata est mise à sac et le roi de Nubie Aspelta s’enfuit à Méroé[9]. Inscriptions de ses mercenaires cariens à Abou Simbel[10].
- 591 av. J.-C. : voyage du pharaon Psammétique II en Palestine et en Phénicie jusqu’à Byblos[10].
- Vers 590 av. J.-C. : défaite des Mannéens puis prise de Tushpa, capitale de l’Urartu par les Mèdes et les Scythes ; disparition des Mannéens et de l’Urartu, attaques des Mèdes contre la Lydie (cf. 585 av. J.-C.)[11].

### Europe

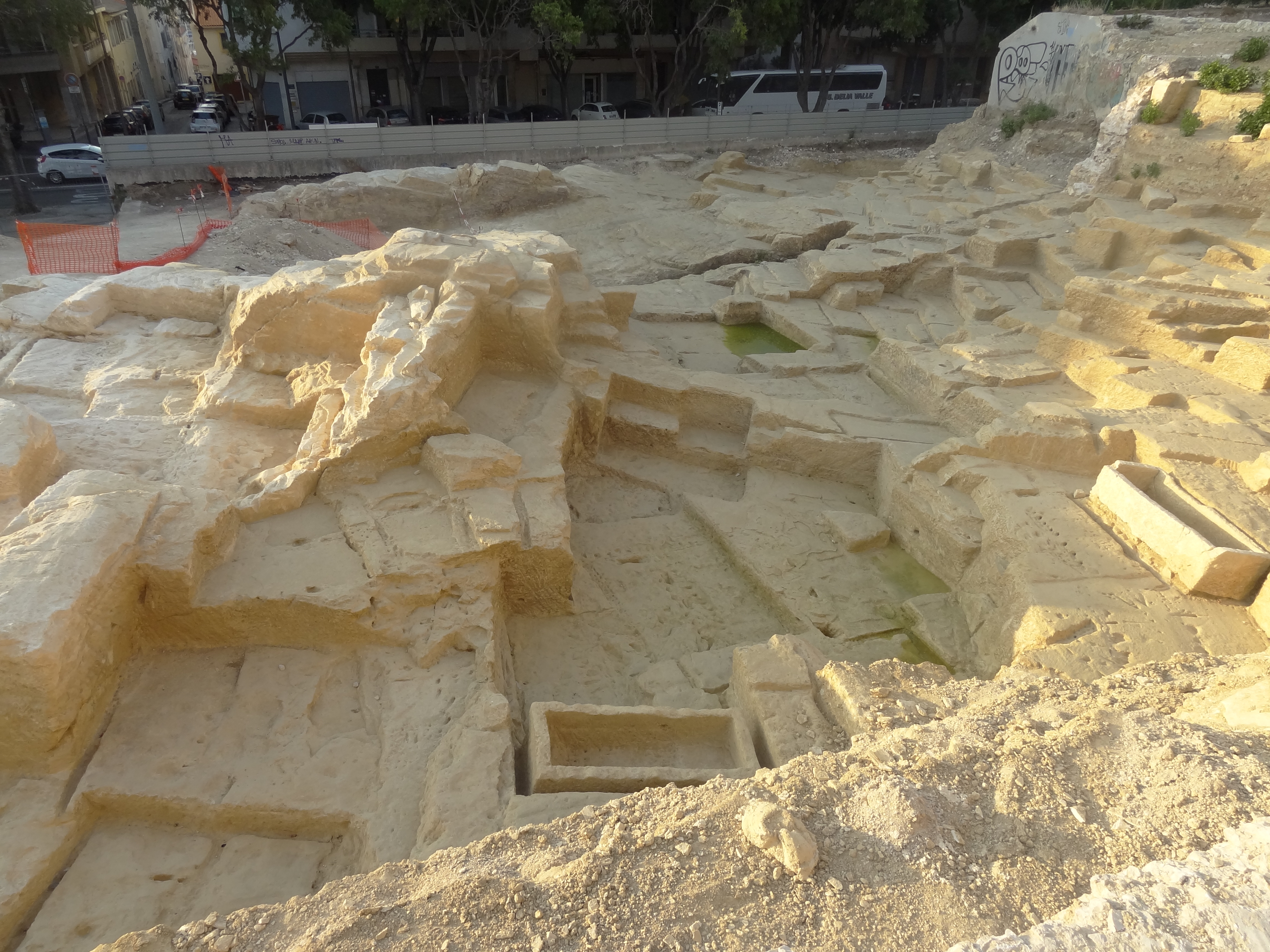
Carrière antique de la Corderie à Marseille, utilisée dès le pour la production de matériaux de construction, de pressoirs et de sarcophages.

- Vers 600 av. J.-C. : fondation de la colonie grecque de Massalia (Marseille) par des Phocéens d'Asie Mineure[12]. Le littoral méditerranéen de la Gaule voit la création de nombreux sites maritimes, lagunaires et fluviaux, liée à l’attractivité massaliote. Les Celtes de ces régions adoptent un mode de vie méditerranéen (consommation de vin, établissements proto-urbains, développement de la culture des céréales)[13].
- Vers 600-570 av. J.-C. : Clisthène devient le tyran de Sicyone ; il organise un concours pour marier sa fille Agaristé, qui épouse l’Athénien Mégaclès, fils d’Alcméon[14].
- 600-590 av. J.-C. : première guerre sacrée, selon la tradition, entre la Phocide et Thèbes pour le contrôle du sanctuaire de Delphes. Les Phocidiens sont défaits après dix ans de guerre (destruction de Crissa, qui contrôlait l’accès au sanctuaire). Cette guerre, qui n’est pas attestée, pourrait refléter des conflits d’intérêts et le transfert du contrôle du sanctuaire d’une communauté locale à une amphictyonie, ce qui correspondrait à la mise en place des premières institutions panhelléniques[15].

- Vers 598 av. J.-C. :

Sappho et Alcée, par Lawrence Alma-Tadema (1881)

  - Salamine est conquise par les Athéniens sur la cité de Mégare[16].
  - Syracuse fonde Camarina[17] et contrôle ainsi la majorité de l’espace agricole du sud-est de la Sicile.
  - fondation de Capoue par les Étrusques[18]. Ils occupent également Nola et Pompéi et fondent en Campanie une Dodécapole calquée sur le modèle de l’organisation fédérale.
  - exil de Sappho en Sicile selon la Chronique de Paros[19].

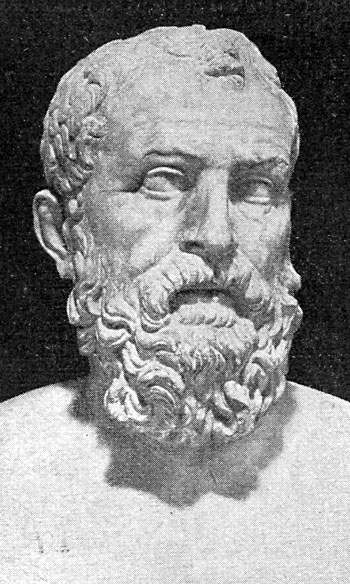
Buste de Solon, collection Farnèse, Musée national archéologique de Naples.

- 594-593 av. J.-C. : Solon devient archonte à Athènes[20]. Il est l'un des sept sages de la Grèce.
  - crise agraire en Attique : les paysans désirant une réforme agraire poussent Solon à prendre le pouvoir. Il lance un programme de réformes politiques et sociales : exonération des dettes, abolition de la contrainte par corps et de l’hypothèque, amnistie politique… mais ne procède pas à la redistribution des terres, ce qui mécontente les deux partis[21] Il divise la société en quatre classes en fonction de la fortune (pentacosiomédimnes, hippeis, zeugites, thètes)[22]. Il crée des institutions démocratiques : Boulê (conseil des quatre cents), Prytanée, tribunal de l’Héliée. Solon favorise le négoce, permet la venue de marchands étrangers et réforme la monnaie. Il institue les premières maisons closes d’Athènes (Dictérions) pour éviter les désordres familiaux[23]. Il autorise le retour d'exil de la famille des Alcméonides.